# Liste jüdischer Andachtsstätten in Wien

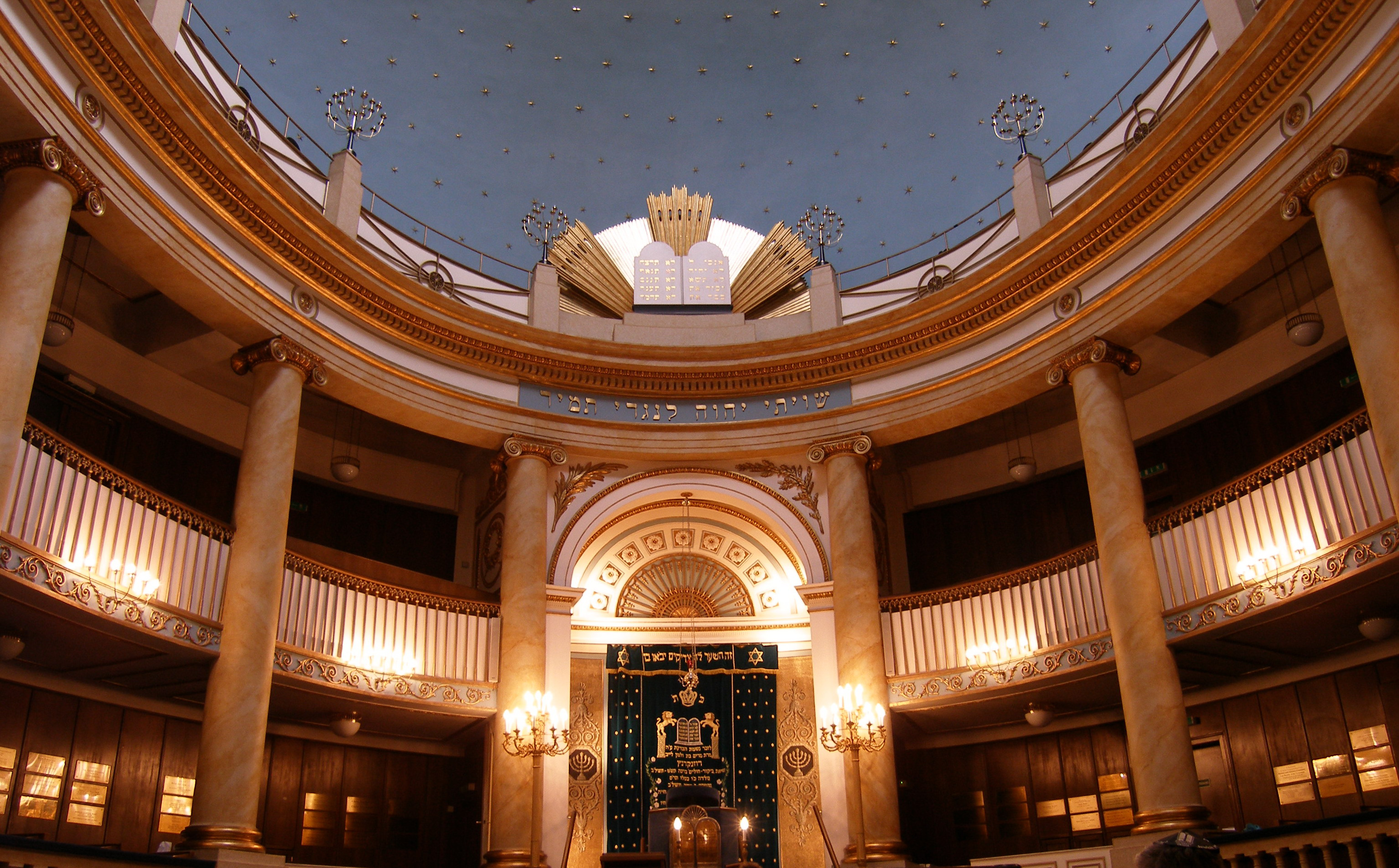
Der Wiener Stadttempel, die einzige erhaltene historische Synagoge Wiens, ist Zentrum der Israelitischen Kultusgemeinde

Die Liste jüdischer Andachtsstätten in Wien beinhaltet alle jüdischen Bethäuser und Synagogen, die im Laufe der Geschichte Wiens bestanden haben oder bestehen. Bis auf den Stadttempel wurden während der Novemberpogrome 1938 und in den folgenden Jahren des Nationalsozialismus alle Synagogen Wiens zerstört. Heute bestehen neben dem Stadttempel mehrere Synagogen und Beträume in umgenutzten Gebäuden auf zumeist restituierten Grundstücken.

## Überblick

### Statistik
Im Jahr 1935 gab es in Wien 6 Tempel, 89 Bethäuser, 55 zeitweilige Beträume, 55 Sprach- und Bibelschulen, 18 Seelsorger, 73 Religionslehrer und 117 religiöse Vereine. Bis auf Meidling waren die Synagogen und Bethäuser auf alle Bezirke Wiens verteilt. Jene Bezirke mit dem größten jüdischen Bevölkerungsanteil waren Leopoldstadt (etwa die Hälfte der Bevölkerung war jüdisch), von der 1900 die Brigittenau abgespalten wurde, sowie der Nachbarbezirk Alsergrund. Insgesamt verfügte Wien in den Jahren vor 1938 bei einer Gesamtbevölkerung von knapp zwei Millionen über einen jüdischen Bevölkerungsanteil von rund 10 % bzw. rund 200.000 Personen. Nach 1945 zählte Wien etwa 5.000 jüdische Einwohner, bei der letzten Volkszählung 2001 waren es rund 7.000, das sind weniger als 0,5 %. Leopoldstadt ist mit rund 3 % Anteil aber auch heute noch der verhältnismäßig größte jüdische Bezirk.

### Synagogen
In Wien gab es etwa 25 Synagogen. Die meisten wurden 1938 zerstört, die übrigen so sehr verwüstet und beschädigt, dass sie in den folgenden Jahren oder nach Kriegsende abgerissen oder einer anderen Nutzung zugeführt wurden. Auf den meisten Grundstücken ehemaliger Synagogen befinden sich heute Gemeinde- oder Genossenschaftswohnbauten, nachdem sie zumeist nach 1945 an die IKG restituiert und von dieser später verkauft wurden.

### Bethäuser und -räume
In Wien gab es etwa 70 Bethäuser; heute sind es 11.

## Liste der Andachtsstätten

### Legende
Die Auflistung erfolgt gemäß den heutigen Bezirkgrenzen Wiens. Wenn bekannt, wird das Baudatum sowie eine jüdisch-religiöse Nachnutzung nach 1945 angegeben. Wenn keine Zahlen angegeben sind, so ist hier nichts Näheres bekannt, außer dass der Bestand 1938 durch Verwüstung oder Zerstörung endete.
- Org. … Trägerorganisation (Übers. … Bedeutung des Namens) – Sortiert: Synagogen/Tempel → Bethäuser/-räume
- B. … Wiener Gemeindebezirk
- err. … Datum der Errichtung (Erbauung bzw. Einrichtung)
- Anmerkungen – Sortiert nach bestehend und abgekommen (jüdisch Umgenutztes am Ende von „bestehend“, profaniertes am Anfang von „abgekommen“)
- als Andachtsstätte bestehend
- als anderer religiöser Ort bestehend, beschränkt erhalten
- Die Zwischenbeschriftung „Synagogen/Bethäuser“, „vor/ab 1945“, „bestehend/abgekommen“ bezieht sich nur auf die jeweils sortierte Spalte
- IKG … Israelitischen Kultusgemeinde Wien

### Liste
| Name                                                                          | Org. (Übers.)                                                           | B.  | Adresse                                          | err.       | Anmerkungen                                                                                                  |
| ----------------------------------------------------------------------------- | ----------------------------------------------------------------------- | --- | ------------------------------------------------ | ---------- | --- |
|                                                                               | (Synagogen)                                                             |     |                                                  | (vor 1945) | (bestehend)                                                                                                  |
| Stadttempel                                                                   | Synagoge der IKG                                                        | 01. | Seitenstettengasse 4                             | 1824–26    | einzige histor. erhaltene Syn. Wiens; Hauptsitz der IRG Österreich                                           |
| Bejt Aharon Synagoge (Augarten-Synagoge)                                      | Chabad-Lubawitsch                                                       | 02. | Rabbiner-Schneerson-Platz 1                      | ?          | |
| Vereinssynagoge Beth Hamidrasch Talmud Tora                                   | („Haus des Lernens für Talmud und Tora“)                                | 02. | Malzgasse 16                                     | 1884/1906  | 1938 verwüstet, seit 1955 Talmud-Thora-Schule der Machsike Hadass                                            |
| Synagoge Blumauergasse                                                        | Synagoge der IKG                                                        | 02. | Blumauergasse 10                                 | ?          | |
| Bucharische Synagoge                                                          | Synagoge des Vereins der Bucharischen Juden Österreichs                 | 02. | Tempelgasse 7                                    | 1992       | im Sefardischen Zentrum Wien; erste neu errichtete Synagoge der Nachkriegszeit                               |
| Georgische Synagoge                                                           |                                                                         | 02. | Tempelgasse 7                                    | ?          | im Sefardischen Zentrum Wien                                                                                 |
| Leopoldstädter Tempel                                                         | Synagoge der IKG                                                        | 02. | Tempelgasse 3                                    | 1854–58    | 1938 bis auf Seitentrakte zerstört, heute Desider-Friedmann-Hof und Psychosoziale Zentrum ESRA, Denkmal (D1) |
| Or Chadasch Tempel                                                            | Or Chadasch Liberale jüdische Gemeinde                                  | 02. | Robertgasse 2                                    | 2004       | |
| Polnische Schul                                                               | Vereinssynagoge Beth Israel („Haus Israels“)                            | 02. | Leopoldsgasse 29                                 | 1892–93    | 1938 zerstört                                                                                                |
| Pazmanitentempel                                                              | Vereinssynagoge Aeschel Awrachom („Zelt Abrahams“)                      | 02. | Pazmanitengasse 6                                | 1911–13    | 1938 zerstört                                                                                                |
| Rambam-Synagoge im Maimonides-Zentrum                                         | Sanatorium Maimonides-Zentrum; Bethaus der IKG                          | 02. | Simon-Wiesenthal-Gasse 5                         | 2009       | Sozialzentrum                                                                                                |
| Schiffschul                                                                   | Vereinssynagoge Adass Jisroel („Gemeinde Israels“)                      | 02. | Große Schiffgasse 8/10, Hof                      | 1864       | 1938 zerstört                                                                                                |
| Türkischer Tempel                                                             | Synagoge des Verbandes türkischer Israeliten (Sephardim)                | 02. | Zirkusgasse 22                                   | 1885–87    | 1938 zerstört                                                                                                |
| Synagoge in der Zwi-Perez-Chajes-Schule                                       | Verein zur Erhaltung der ZPC-Schule; Bethaus der IKG                    | 02. | Simon-Wiesenthal-Gasse 3                         | 2006–08    | Campus mit Kindergarten, Volksschule, Gymnasium                                                              |
| Vereinssynagoge Beth Hachneseth                                               |                                                                         | 03. | Untere Viaduktgasse 13                           | um 1880    | erbaut in den 1870ern (Fertigstellung vor 1883)                                                              |
| Synagoge Siebenbrunnengasse                                                   | Vereinssynagoge Beth Aharon („Haus Arons“)                              | 05. | Siebenbrunnengasse 1a                            | 1907–08    | 1938 zerstört                                                                                                |
| Synagoge Schmalzhofgasse                                                      | Vereinssynagoge des Tempelvereins für Mariahilf                         | 06. | Schmalzhofgasse 3                                | 1883–84    | 1938 zerstört (T1)                                                                                           |
| Stumper-Schul (Vereinssynagoge Stumpergasse)                                  | Vereinssynagoge des Israelitischen Tempel- und Schulvereins             | 06. | Stumpergasse 42                                  | ?          | 1938 verwüstet, nicht mehr instand gesetzt und abgekommen (T5)                                               |
| Synagoge Neudeggergasse                                                       | Vereinssynagoge des Tempelvereins Josefstadt                            | 08. | Neudeggergasse 12                                | 1903       | 1938 zerstört                                                                                                |
| Vereinssynagoge Müllnergasse                                                  | Vereinssynagoge Chewra Beth Hatfila („Vereinigung im Haus des Gebetes“) | 09. | Müllnergasse 21                                  | 1888–89    | 1938 zerstört                                                                                                |
| Spitalssynagoge im Wiener Allgemeinen Krankenhaus (altes AKH)                 | Krankenhausseelsorge der IKG                                            | 09. | Spitalgasse, Hof 6                               | 1902       | freistehender Betpavillon, heute Denkmal Marpe Lanefesh („Heilung für die Seele“)                            |
| Schomrei Hadas-Scharei Zion-Synagoge                                          |                                                                         | 09. | Grünentorgasse 26                                | ?          | |
| Humboldttempel                                                                | Synagoge des Tempelvereins Favoriten                                    | 10. | Humboldtgasse 27                                 | 1895–96    | 1938 zerstört (T2)                                                                                           |
| Simmeringer Synagoge                                                          | Vereinssynagoge der Tempelvereins für den XI. Bezirk: Simmering         | 11. | Braunhubergasse 7                                | 1898–99    | 1938 zerstört (D2)                                                                                           |
| Hietzinger Synagoge                                                           | Vereinssynagoge des Tempelvereins Hietzing                              | 13. | Eitelbergergasse 22                              | 1924/1931  | 1938 zerstört                                                                                                |
| Storchenschul                                                                 | Vereinssynagoge Emunas Awes („Glaube der Väter“)                        | 15. | Storchengasse 21                                 | 1930       | 1938 verwüstet                                                                                               |
| Synagoge Turnergasse (Turner-Tempel)                                          | Synagoge der IKG                                                        | 15. | Turnergasse 22                                   | 1871–72    | 1938 zerstört                                                                                                |
| Ottakringer Synagoge                                                          | Synagoge der IKG                                                        | 16. | Hubergasse 8                                     | 1885–86    | 1938 zerstört                                                                                                |
| Synagoge Währing (Währinger Tempel)                                           | Synagoge der IKG                                                        | 18. | Schopenhauerstraße 39, Hof (früher Wienerstraße) | 1888–89    | 1938 zerstört (T3)                                                                                           |
| Synagoge Döbling (Döblinger Tempel)                                           | Vereinssynagoge des Tempelvereins Döbling                               | 19. | Dollinergasse 3                                  | 1907       | aus einem Wohnhaus adaptiert, 1938 verwüstet                                                                 |
| Brigittenauer Tempel                                                          | Vereinssynagoge des Tempelvereins Brigittenau                           | 20. | Kluckygasse 11                                   | 1899–1900  | 1938 zerstört                                                                                                |
| Vereinssynagoge Bene Berith (Synagoge Kaschlgasse)                            | Vereinssynagoge und Gemeindezentrum („Söhne Israels“)                   | 20. | Kaschlgasse 4                                    | 1931       | 1938 verwüstet (heute Supermarkt und Wohnbau)                                                                |
| Vereinssynagoge Anschedath Wozedek                                            | („Männer des Gesetzes und des Rechts“)                                  | 20. | Traunfelsgasse 3                                 | ?          | |
| Floridsdorfer Tempel                                                          |                                                                         | 21. | Holzmeistergasse 12                              | 1875–77    | 1938 geschlossen, 1945 baulich durch Bombenkrieg zerstört                                                    |
| Synagoge Atzgersdorf                                                          |                                                                         | 23. | Dirmhirngasse 112                                | 1900       | 1938 zerstört                                                                                                |
|                                                                               | (Bethäuser)                                                             |     |                                                  | (ab 1945)  | (abgekommen)                                                                                                 |
| Vereinsbethaus Agudas Israel                                                  | („Vereintes Israel“)                                                    | 01. | Grünangergasse 1                                 | ?          | auch am Leopoldstädter Tempel                                                                                |
| Vereinsbethaus Agudas Jeshurun                                                | („Vereinigung des Volkes Israels“)                                      | 01. | Marc-Aurel-Straße 2b, Stiege 7                   | ?          | |
| Vereinsbethaus der Kehilath Jakob                                             | („Gemeinde Jakobs“)                                                     | 01. | Judengasse 11                                    | ?          | 1938 zerstört                                                                                                |
| Vereinsbethaus der Machsike Hadath                                            | („Festiger des Glaubens“)                                               | 01. | Lazzenhof 2                                      | ?          | 1938 zerstört                                                                                                |
| Vereinsbethaus der Machsike Thora                                             | („Festiger der Thora“)                                                  | 01. | Schönlaterngasse 6                               | ?          | 1938 zerstört                                                                                                |
| Vereinsbethaus Misrachi                                                       |                                                                         | 01. | Judenplatz 8                                     | ?          | |
| Vereinsbethaus der Achwa we reuth                                             | („Freundschaft und Brüderlichkeit“)                                     | 02. | Taborstraße 59                                   | ?          | |
| Vereinsbethaus Achduth Israel (Rembrandttempel)                               | („Einheit Israels“)                                                     | 02. | Rembrandtstraße 32, Hof                          | ?          | |
| Vereinsbethaus Agudas Achim                                                   | („Vereinte Brüder“)                                                     | 02. | HammerPurgstallgasse 5 (6?)                      | ?          | |
| Vereinsbethaus Agudas Stretyner Chassidimin                                   |                                                                         | 02. | Schreygasse 12                                   | ?          | |
| Vereinsbethaus der Beth Hamidrasch Thora Ez Chaim                             | („Haus des Lernens für die Tora, Baum des Lebens“)                      | 02. | Große Schiffgasse 8, 1. Stk.                     | 1864       | 1938 verwüstet                                                                                               |
| Vereinsbethaus Beth Jakob Josef                                               | („Haus Jakobs und Josefs“)                                              | 02. | Novaragasse 40                                   | ?          | |
| Vereinsbethaus Beth Jitschok                                                  |                                                                         | 02. | Wohlmuthstraße 21                                | ?          | |
| Vereinsbethaus Beth Josef                                                     | („Haus Josefs“)                                                         | 02. | Stuwerstraße 10                                  | ?          | |
| Vereinsbethaus Bojaner Chassidim                                              |                                                                         | 02. | Große Schiffgasse 13                             | ?          | |
| Vereinsbethaus Chassidim von Sandzer Klaus                                    | Anhänger des Rabbiners von Sandz/Galizien                               | 02. | Floßgasse 9                                      | ?          | |
| Vereinsbethaus Chassidim von Sadagorer Klaus                                  |                                                                         | 02. | Herminengasse 8                                  | ?          | |
| Vereinsbethaus Emes Wescholaum                                                | („Wahrheit und Frieden“)                                                | 02. | Große Schiffgasse 24                             | ?          | |
| Vereinsbethaus Esras Jisroel                                                  | („Hilfe Israels“)                                                       | 02. | Novaragasse 13                                   | ?          | |
| Vereinsbethaus Even Haboinim                                                  | („Stein der Baumeister“)                                                | 02. | Ausstellungsstraße 11                            | ?          | |
| Privates Bethaus Israel Friedmann                                             | Großrabbiner Israel Friedmann aus Czortkowin                            | 02. | Heinestraße 35 (8?)                              | ?          | |
| Vereinsbethaus der Gemilath Chesed                                            | („Wohltätigkeit“)                                                       | 02. | Lilienbrunngasse 18                              | ?          | |
| Vereinsbethaus Hamidrasch Torah etz Chayim                                    | („Lernen für die Tora, Baum des Lebens“)                                | 02. | Große Schiffgasse 8                              | ?          | bei der alten Schiffschul                                                                                    |
| Vereinsbethaus Jeschuath Achim                                                | („Brüderliche Hilfe“)                                                   | 02. | Darwingasse 21                                   | ?          | |
| Vereinsbethaus K´hal Chassidim                                                | („Gemeinde der Chassidim“)                                              | 02. | Franz-HochedlingerGasse 2                        | ?          | |
| Vereinsbethaus K´hal Chassidim                                                | („Gemeinde der Chassidim“)                                              | 02. | Große Schiffgasse 8                              | ?          | bei der alten Schiffschul                                                                                    |
| Vereinsbethaus Livias Chen                                                    | („Anmut“)                                                               | 02. | Hollandstraße 2 / Obere Donaustraße 89           | ?          | |
| Vereinsbethaus Machsike Hadass                                                | („Festigung des Glaubens“)                                              | 02. | Große Mohrengasse 19                             | ?          | |
| Vereinsbethaus Machsike Hadath Nachlath Jakob                                 | („Festigung des Glaubens als Erbe Jakobs“)                              | 02. | Haidgasse 1                                      | ?          | |
| Vereinsbethaus Marpe Lanefesh                                                 | („Heilung der Seele“)                                                   | 02. | Glockengasse 4                                   | ?          | |
| Vereinsbethaus Meischisch Jeschuah                                            | („Hilfereichung“)                                                       | 02. | Josefinengasse 7                                 | ?          | |
| Vereinsbethaus Mikdosch M’at                                                  | („Kleines Heiligtum“)                                                   | 02. | Franz-HochEdlingergasse 8                        | ?          | |
| Vereinsbethaus des Misrachi-Landesverbandes für Österreich                    |                                                                         | 02. | Praterstraße 60                                  | ?          | |
| Vereinsbethaus Montefiori                                                     |                                                                         | 02. | Taborstraße 38                                   | ?          | |
| Vereinsbethaus Ohel Jakob                                                     | („Zelt Jakobs“)                                                         | 02. | Floßgasse 9                                      | ?          | |
| Vereinsbethaus Ohel Moshe                                                     | („Zelt Mose“)                                                           | 02. | Lilienbrunngasse 19                              | ?          | |
| Vereinsbethaus der Ojse Chesed                                                | („Humanitas“)                                                           | 02. | Schiffamtsgasse 5                                | ?          | Verein gegründet 1891                                                                                        |
| Vereinsbethaus Ojse Chesed wu Emes                                            | („Humanitas und Wahrheit“)                                              | 02. | Große Sperlgasse 31                              | ?          | |
| Vereinsbethaus Or Thora                                                       | („Licht der Tora“)                                                      | 02. | Czerninplatz 4                                   | ?          | |
| Vereinsbethaus Petach Tikwah                                                  | („Tür zur Hoffnung“)                                                    | 02. | Stuwerstraße 1                                   | ?          | |
| Vereinsbethaus „Prater“                                                       |                                                                         | 02. | Ennsgasse 17                                     | ?          | |
| Vereinsbethaus des Prater-Wohltätigkeitsvereins                               |                                                                         | 02. | Stuwerstraße 48 (8?)                             | ?          | |
| Vereinsbethaus Scheeris Jisroel                                               | („Die Verbliebenen“ bzw. „der Rest Israels“)                            | 02. | Untere Augartenstraße 35                         | ?          | |
| Vereinsbethaus der Tefilath Jeschurun                                         | („Gebet der Juden“)                                                     | 02. | Sebastian-KneippGasse 14                         | ?          | Verein gegründet 1914                                                                                        |
| Vereinsbethaus Tomche Thora                                                   | („Unterstützung der Toralehre“)                                         | 02. | Obermüllergasse 17                               | ?          | |
| Vereinsbethaus des Vereins zur Unterstützung jüdischer Kleingewerbetreibender |                                                                         | 02. | Malzgasse 1a                                     | ?          | |
| Vereinsbethaus Wiener Jeschiwah                                               | („Festigung des Glaubens“)                                              | 02. | Große Mohrengasse 19                             | ?          | |
| Vereinsbethaus Zebner Klaus                                                   |                                                                         | 02. | Malzgasse 12a                                    | ?          | |
| Vereinsbethaus des Israelitischer Bethausvereins Erdbergstraße 15             |                                                                         | 03. | Erdbergstraße 15                                 | ?          | mit Talmud-Thora-Schule                                                                                      |
| Vereinsbethaus Obere Landstraße                                               |                                                                         | 03. | Steingasse 18                                    | ?          | |
| Vereinsbethaus Oseh Tow                                                       | („Man tut Gutes“)                                                       | 03. | Radetzkystraße 27                                | ?          | |
| Vereinsbethaus der Schomer Israel                                             | („Hüter des Volkes Israels“)                                            | 03. | Hetzgasse 40, Hof                                | ?          | |
| Vereinsbethaus Machsike Thora                                                 |                                                                         | 04. | Wiedner Hauptstraße 83                           | ?          | |
| Vereinsbethaus Ahawath Achim                                                  | („Brüderliche Liebe“; früher Westend)                                   | 06. | Millergasse 43                                   | ?          | |
| Vereinsbethaus Neubau                                                         | Vereinsbethaus des Jüdischen Vereins Neubau                             | 07. | Schottenfeldgasse 60                             | ?          | [ 9 ] |
| Betraum im Wiener Allgemeinen Krankenhaus (AKH)                               | Krankenhausseelsorge der IKG                                            | 09. | Währinger Gürtel 18–20, Ebene 5                  | ?          | |
| Vereinsbethaus Adass Jeschurun                                                | („Gemeinde der Juden“)                                                  | 09. | Pfluggasse 5                                     | ?          | |
| Vereinsbethaus Beth Hamidrasch Ohel Abraham                                   | („Lehrhaus, Zelt Abrahams“)                                             | 09. | Grünentorgasse 28                                | ?          | |
| Vereinsbethaus Beth Jakob                                                     | („Haus Jakobs“)                                                         | 09. | Müllnergasse 24                                  | ?          | |
| Vereinsbethaus Esras Isroel                                                   | („Hilfe für Israel“)                                                    | 09. | Stroheckgasse 5                                  | ?          | |
| Privatbethaus Israel Friedmann                                                | Großrabbiner Israel Friedmann aus Husiatyn                              | 09. | Nußdorfer Straße 14                              | ?          | |
| Vereinsbethaus Ansche Emes                                                    | („Männer der Wahrheit“)                                                 | 10. | Favoritenstraße 106                              | ?          | |
| Vereinsbethaus Newe Scholaun                                                  | („Heim des Friedens“)                                                   | 10. | Rotenhofgasse 22                                 | ?          | |
| Vereinsbethaus Auhawe Israel                                                  | („Die Liebe zu Israel“)                                                 | 14. | Sturzgasse 40                                    | ?          | |
| Vereinsbethaus Ahawath Scholaum                                               | („Liebe zum Frieden“)                                                   | 16. | Lindauergasse 5                                  | ?          | |
| Vereinsbethaus Scheweth Achim                                                 | („Gemeinschaftliche Brüderlichkeit“)                                    | 16. | Neulerchenfelder Straße 64                       | ?          | |
| Vereinsbethaus Gemilath Chesed                                                | („Man übt Gnade“)                                                       | 17. | Thelemangasse 8                                  | ?          | (T4) |
| Vereinsbethaus Agudas Jeschurim                                               | („Vereinigung des Volkes Israels“)                                      | 20. | Gaußplatz 4                                      | ?          | |
| Vereinsbethaus Ansche Emunah                                                  | („Männer des Glaubens“)                                                 | 20. | Karl-Meißl-Straße 2                              | ?          | |
| Privates Bethaus Eisig Hager                                                  | Rabbiner Eisig Hager                                                    | 20. | Bäuerlegasse 20                                  | ?          | |
| Vereinsbethaus Jeschioth Chaim                                                | („Hilfe zur Erlösung“)                                                  | 20. | Karl-Meißl-Straße 2                              | ?          | |
| Privates Bethaus Schalom Hagerin                                              | Rabbiner Schalom Hagerin                                                | 20. | Staudingergasse 14                               | ?          | |
| Vereinsbethaus Schomre Habrith                                                | („Hüter des Bundes“)                                                    | 20. | Heinzelmanngasse 20 (früher Hannovergasse 4)     | ?          | |
| Vereinsbethaus Schomre Hadath                                                 | („Hüter des Gesetzes“)                                                  | 20. | Othmargasse 34                                   | ?          | |
| Vereinsbethaus Temicho uwikur Chaulim                                         | („Unterstützung und Betreuung der Kranken“)                             | 20. | Treustraße 7                                     | ?          | |
| Vereinsbethaus Tomchei Jeschurun                                              | („Unterstützung des Volkes Israels“)                                    | 20. | Allerheiligengasse 1                             | ?          | |
| Vereinsbethaus der Zionistischen Bezirkssektion                               |                                                                         | 20. | Jägerstraße 30                                   | ?          | |
| Vereinsbethaus „Zwischenbrücken“                                              |                                                                         | 20. | Mortaraplatz 1                                   | ?          | |
| Bethaus                                                                       |                                                                         | 22. | Schüttaustraße 45                                | ?          | (damals Teil der Leopoldstadt)                                                                               |

Quellen: bestehende: ikg-wien.at; abgekommene: sofern nicht anders angegeben, sind Recherchen der Zeitschrift David die Quelle der Angaben

## Denkmäler und Gedenksteine

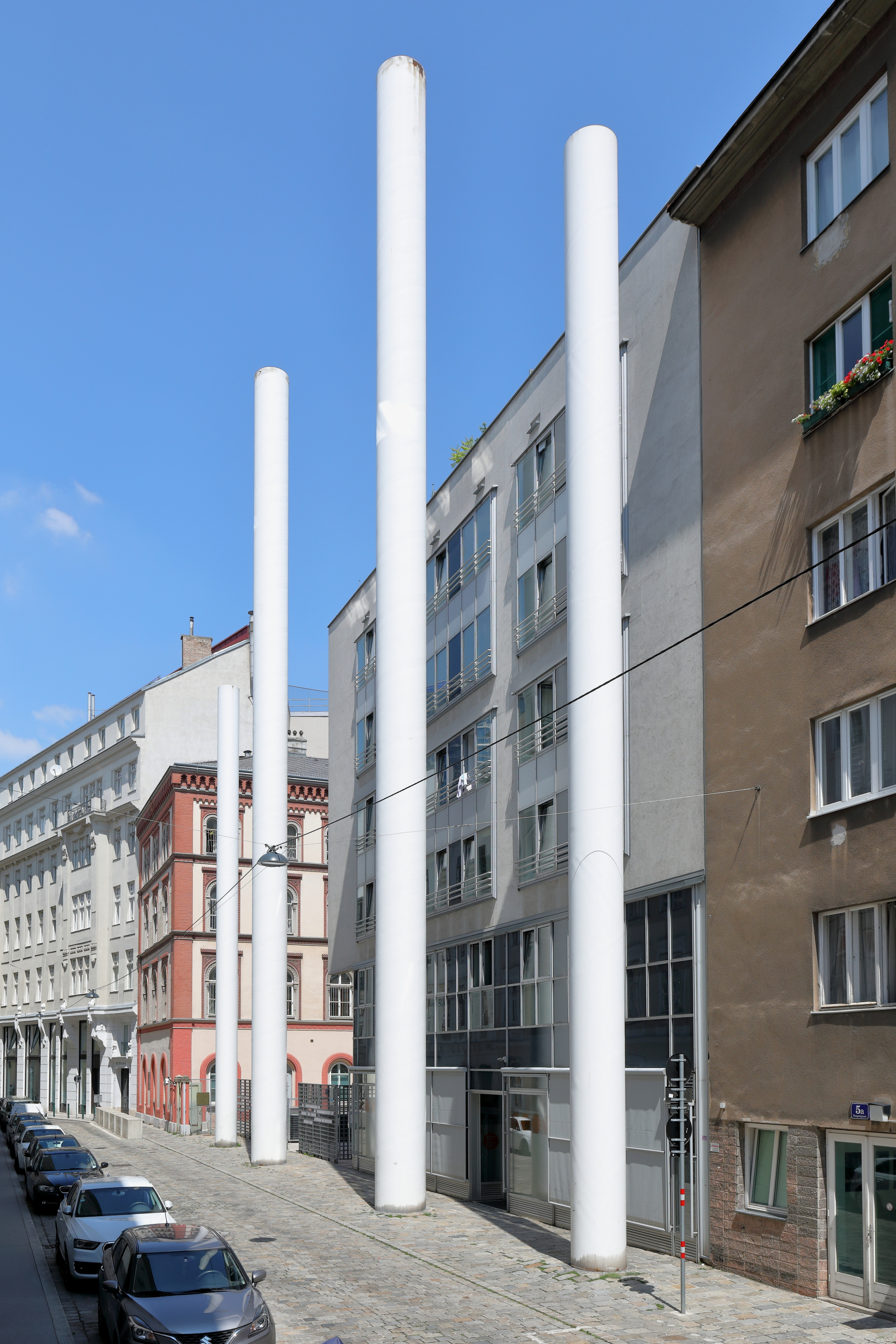
Denkmal an den Leopoldstädter Tempel(D1)
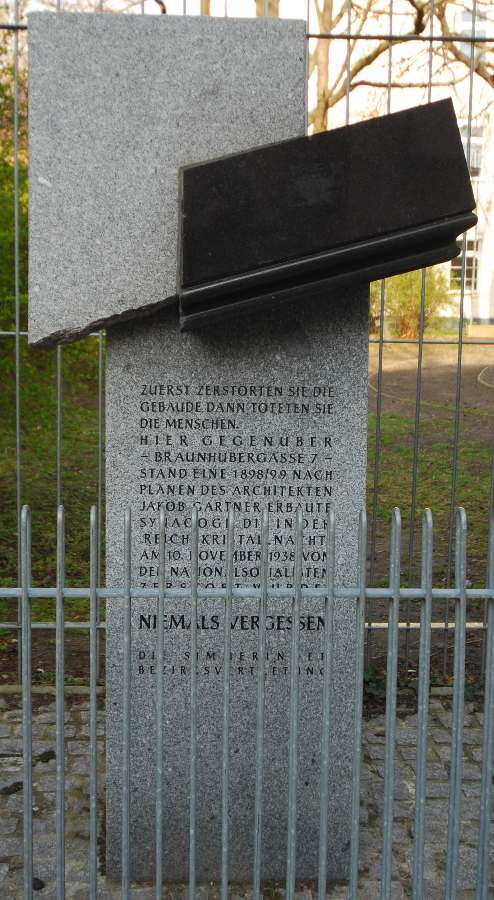
Gedenkstein für den Simmeringer Tempel(D2)

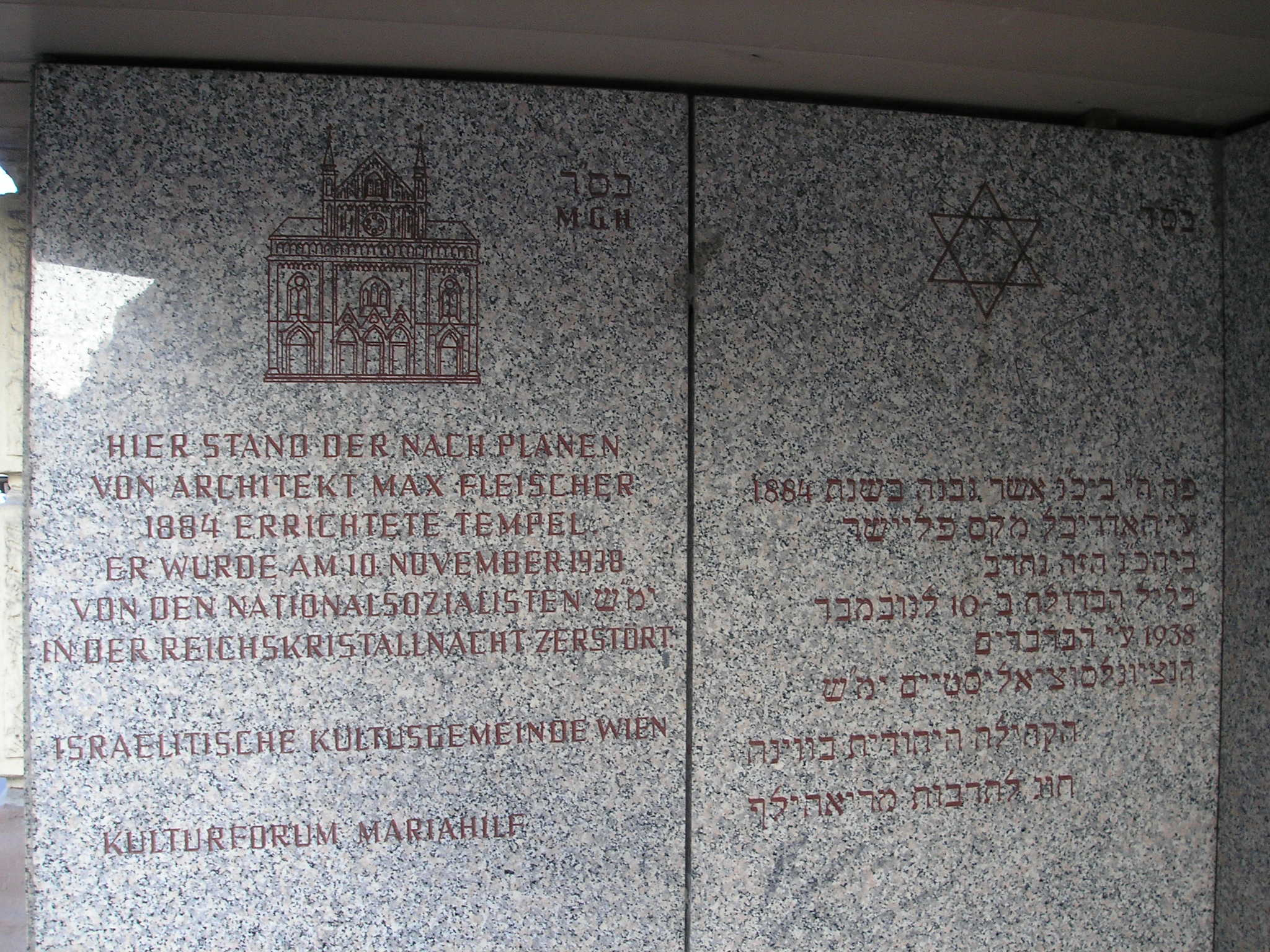
Gedenktafel für den Schmalzhoftempel (6.)(T1)
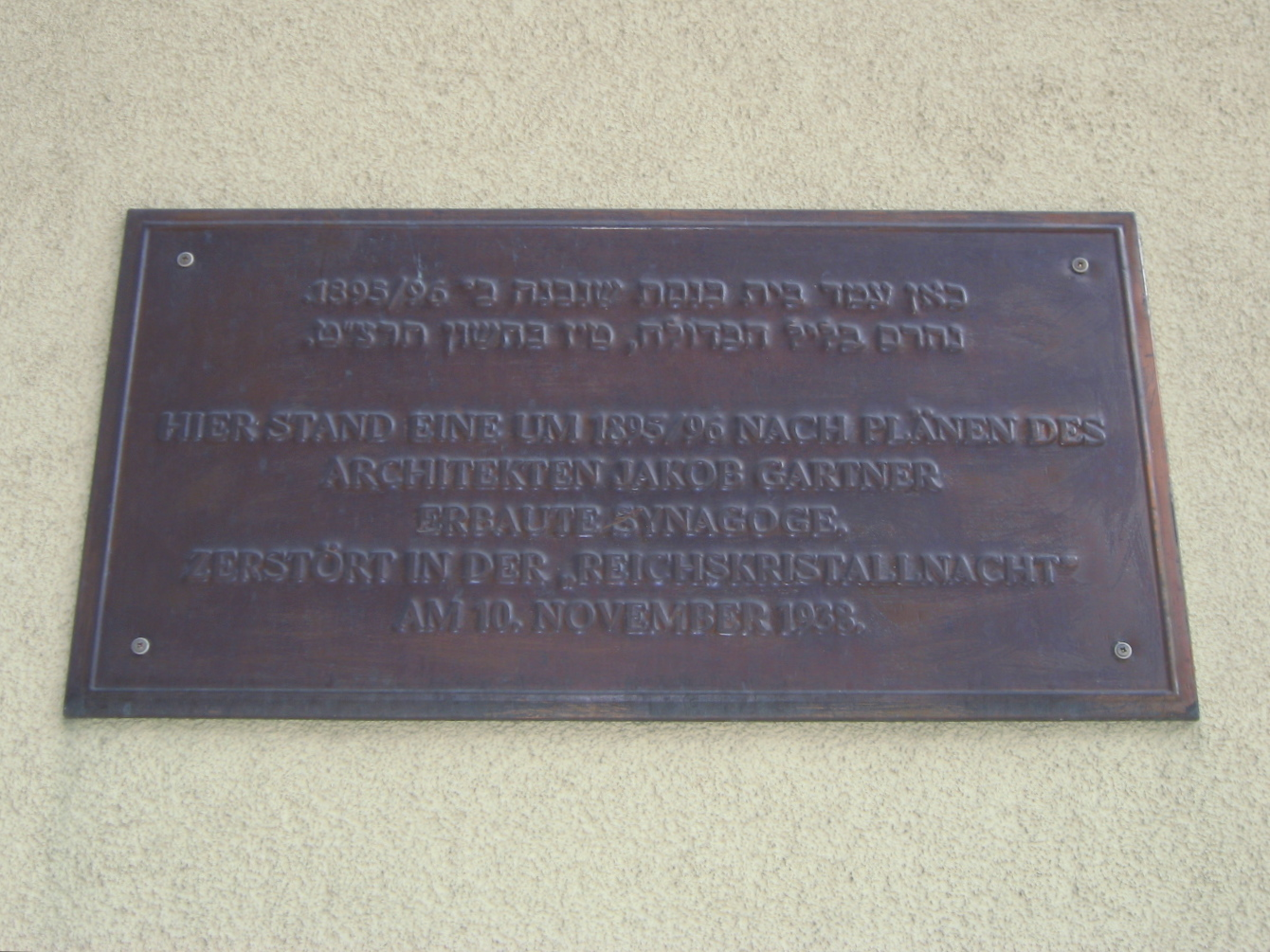
Gedenktafel für den Humboldttempel (10.)(T2)
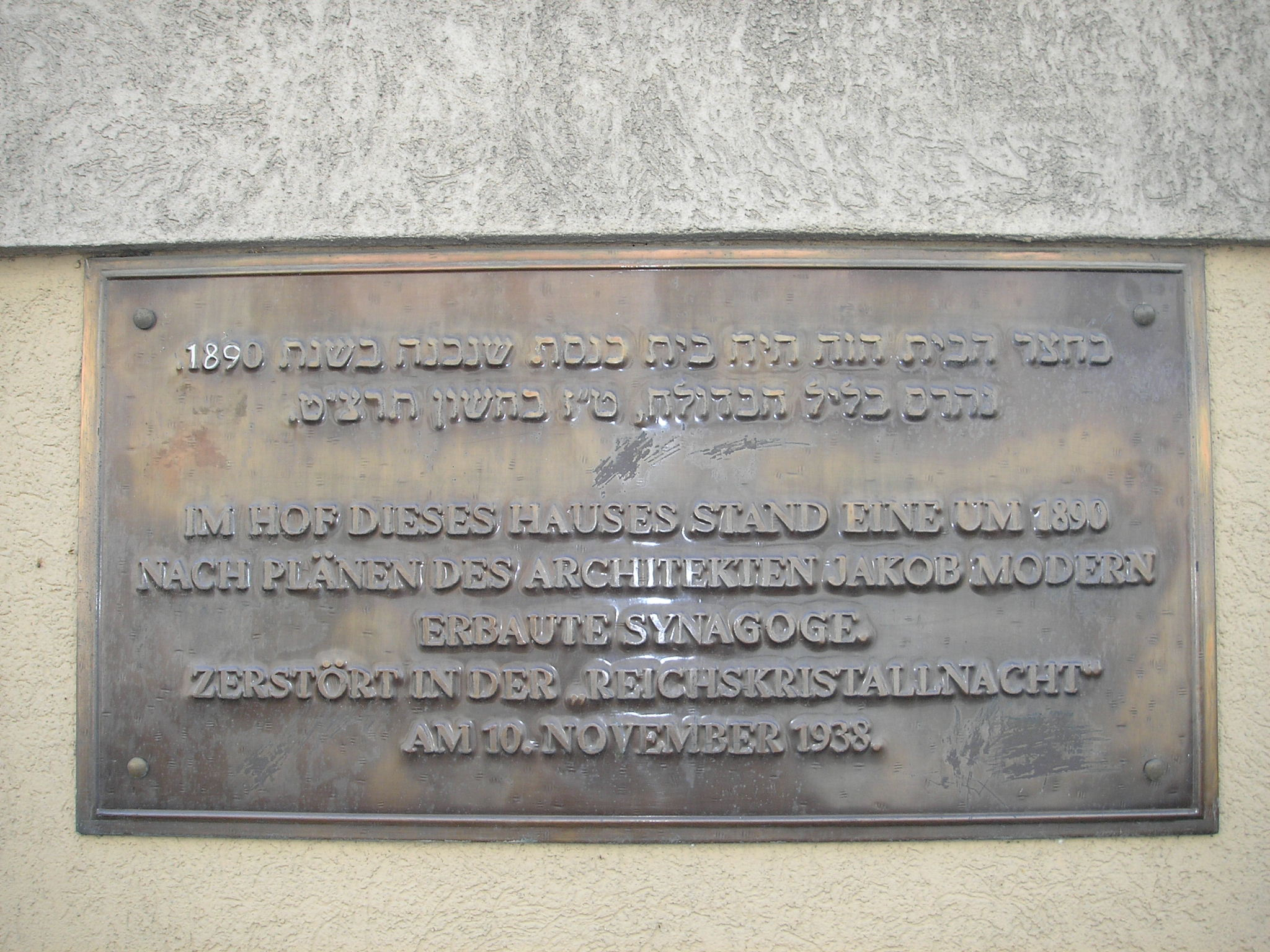
Gedenktafel für den Währinger Tempel(T3)
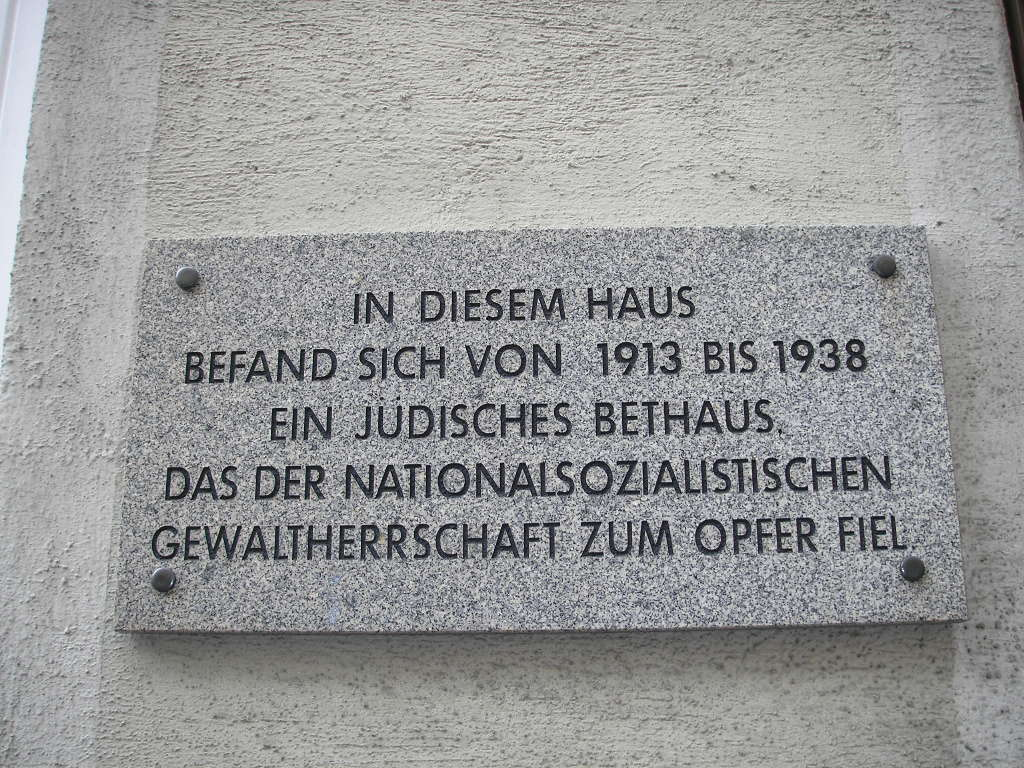
Gedenktafel an das jüdische Vereinsbethaus in der Thelemangasse (17.)(T4)
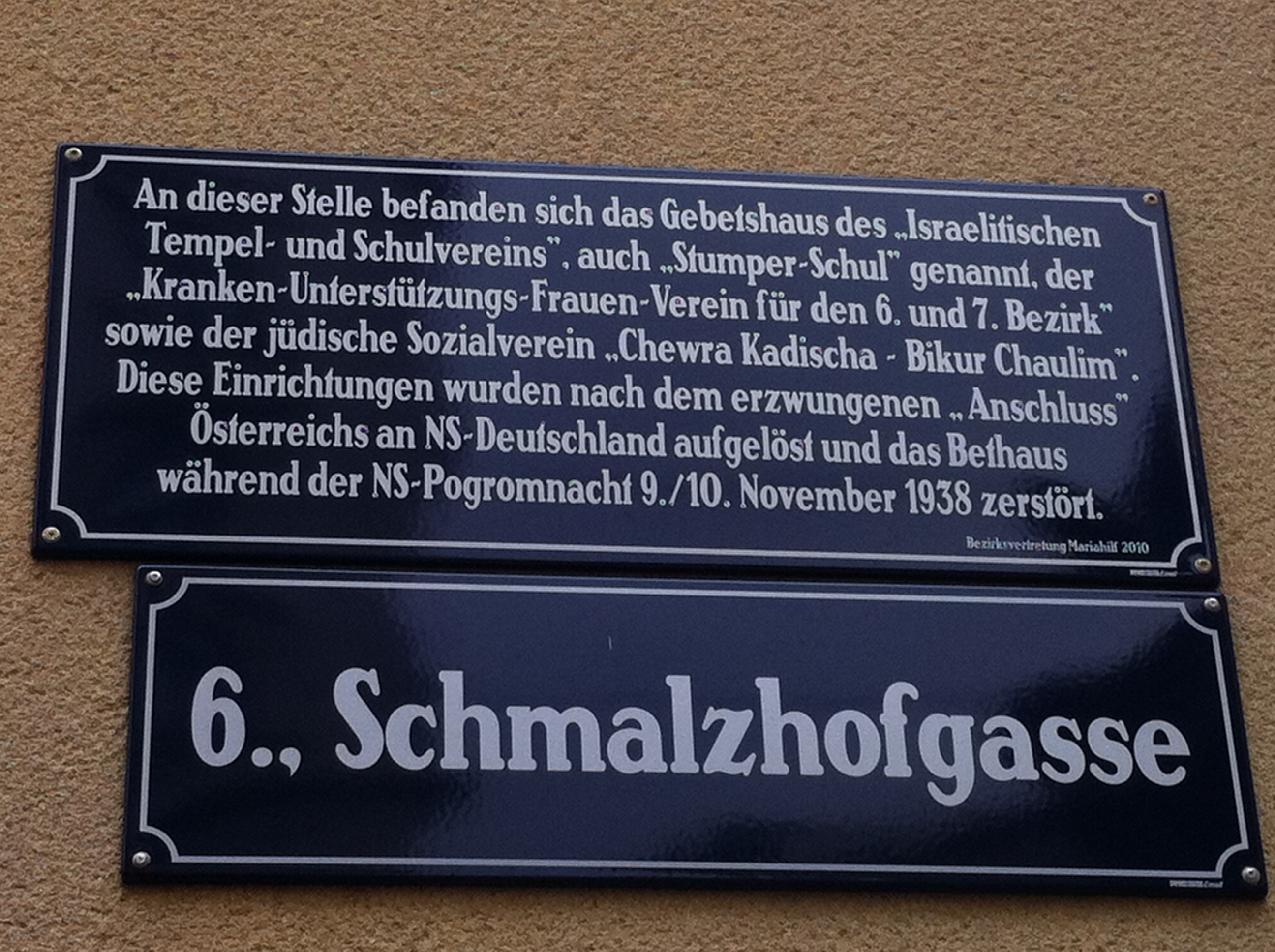
Gedenkschild Stumpergasse/Schmalzhofgasse (6.)(T5)